# Катаблефариды
Катаблефари́ды (лат. Kathablepharida) — отряд (согласно другим представлениям — тип) родственных криптомонадам гетеротрофных протистов. Встречаются морские и пресноводные формы. По состоянию на 2015 год описаны 10 видов в составе 5 родов.

## Строение

Схема внешнего строения клетки Roombia truncata

Клетки катаблефарид обычно эллипсоидные или цилиндрические и имеют размер около 10—20 микрометров в диаметре. Представители родов Hatena, Platychilomonas и Roombia дорсовентрально уплощены. Жгутиков два, отходят субапикально, у всех, кроме Roombia, — неравного размера. Рядом с местом отхождения жгутиков находится порошица. У видов рода Kathablepharis клетки и жгутики покрыты слоем гликопротеиновых пластинок.
На переднем конце клетки находится «клеточный рот» — цитостом — и ассоциированная с ним система вакуолей и микротрубочек, образующих конус. Позади конуса, а также около порошицы располагаются цистерны аппарата Гольджи. Там же часто можно обнаружить крупную пищеварительную вакуоль. Запасные вещества представлены лежащими в цитоплазме сферическими гранулами размером 0,7—1 мкм. Крупное ядро находится примерно в центре клетки. Митохондрии с трубчатыми кристами. 
У катаблефарид, как и у криптомонад, имеются эжектосомы — стрекательные органеллы, используемые для фиксации и парализации жертвы. Данные образования обычно представлены ассоциированными с мембранами цилиндрическими телами, внутри которых находится свернутая в 20—23 витков белковая лента, которая резко выбрасывается при раздражении. Эжектосомы обычно располагаются на переднем конце клетки и в месте отхождения жгутика батареями по 3—5 штук.

## Особенности биологии
Катаблефариды — хищники и в основном питаются другими протистами. Данные организмы активно плавают в поисках жертвы, вращаясь при этом вокруг своей продольной оси. В этом случае передний жгутик служит рулём, а задний обвивается вокруг клетки. У Hatena arenicola обнаружен другой вид передвижения — ползание по субстрату. Для этого вида также показана возможность использования поглощённых клеток зеленых водорослей для осуществления фотосинтеза. Размножение происходит за счёт продольного деления, начинающегося с переднего конца клетки. Половой процесс у катаблефарид не обнаружен.

## Систематическое положение: история и современные представления

Систематическое положение катаблефарид по Okamoto et al., 2009

Первые представители рода Kathablepharis были описаны в 1939 году и помещены в семейство криптофитовых водорослей Katablepharidaceae. Однако исследования тонкого строения клеток катаблефарид, выполненные в 1990—2000-е годы, продемонстрировали существенные отличия данных организмов от криптомонад. В 2005 году Окатомо с соавторами с помощью методов молекулярной филогенетики продемонстрировали, что Kathablepharida является сестринской группой по отношению к Cryptophyta, и выделили катаблефарид в отдельный тип живых организмов внутри группировки Hacrobia. В 2015 году Руджеро с соавторами предложили новый вариант системы живых организмов, в которой систематическое положение Kathablepharida выглядит следующим образом:
- Царство Chromista
  - Подцарство Hacrobia
    - Тип Cryptista
      - Подтип Rollomonadia
        - Класс Leucocryptea
          - Отряд Kathablepharida